# Tańce pszczół

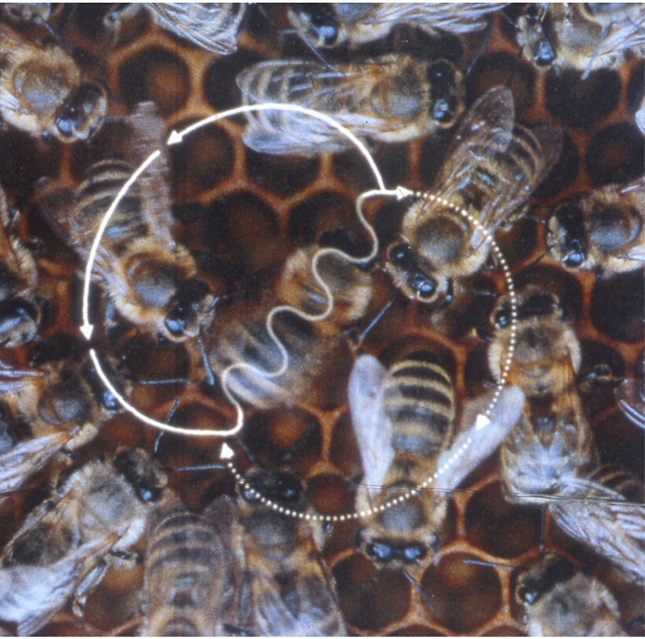
Taniec wywijany

Określanie położenia pożytku

Tańce pszczół (mowa pszczół) – regularnie powtarzające się ruchy pszczół informujące inne robotnice o wystąpieniu określonego zjawiska.
- Tańce werbunkowe zbieraczek informują pszczoły w ulu o obecności pożytku i jego położeniu względem ula. Rozróżnia się wśród nich:
  - taniec okrągły – kiedy źródło pożytku jest w małej odległości od ula,
  - taniec wywijany – gdy odległość ta jest większa niż 100 m,
  - taniec sierpowaty – kiedy jest ona pośrednia.

Kierunek położenia pożytku jest określany w tańcu sierpowatym i wywijanym. Wyznacza go odchylenie osi tańca od pionu, równe kątowi zawartemu między kierunkiem lotu do pożytku i linią poprowadzoną od ula do słońca. Odległość wskazywana jest prędkością poruszania się tańczącej pszczoły i częstotliwością ruchów odwłokiem. Im ruch pszczoły jest wolniejszy, tym odległość do pożytku jest większa. Tańce werbunkowe służą też do informowania o znalezionym przez pszczoły wywiadowczynie miejscu na osiedlenie się roju (rójka).
- Taniec alarmowy wykonują pszczoły zbieraczki po przyniesieniu do ula pokarmu zanieczyszczonego szkodliwymi substancjami. Polega on na ruchu tych pszczół po torze spiralnym lub zygzakowatym z jednoczesnym potrząsaniem odwłokiem.
- Taniec czyszczący ma zachęcić inne pszczoły do czyszczenia ciała tancerki, która wstrząsa ciałem i przestępuje z nogi na nogę.
- Taniec radości, czyli grzbietowo-brzuszną wibrację odwłoka, wykonują robotnice przygotowujące młodą matkę do lotu godowego.
- Taniec masażowy wykonywany przez robotnicę pobudza jej towarzyszki do „masowania” jej żuwaczkami i języczkiem.